# Tita Carloni
Giovanni Battista (Tita) Carloni (* 24. Juni 1931 in Rovio; † 24. November 2012 in Mendrisio) war ein Schweizer Architekt, Professor und Politiker.

## Werdegang
Als Sohn von Taddeo Carloni, Lehrer an der Kunstgewerbeschule in Lugano, und Elvezia Piffaretti in Rovio im Bezirk Lugano aufgewachsen, studierte Tita Carloni Architektur an der Eidgenössischen Technischen Hochschule Zürich. Er war in erster Ehe mit Ilse Ruetsch verheiratet und in zweiter Ehe mit Luigia Cairoli.
Carloni arbeitete mit den Tessiner Architekten Rino Tami, Peppo Brivio, Luigi Snozzi, Livio Vacchini und Mario Botta zusammen. Gemeinsam mit Luigi Camenisch führte er ab 1956 ein Architekturbüro in Lugano. Mit Max Bill realisierte er den Sektor Art de vivre – Joie de vivre an der Schweizer Landesausstellung Expo 64 in Lausanne.
Carloni war neben Aurelio Galfetti, Luigi Snozzi, Livio Vacchini und Mario Botta einer der Hauptvertreter der Tessiner Schule.
Lehrtätigkeit
Von 1968 bis 1991 unterrichtete er an der Universität Genf.
Mitgliedschaften
Von 1960 bis 1967 war er Mitglied der Eidgenössischen Kommission für Denkmalpflege (EKD) und von 1988 bis 1989 der Eidgenössischen Kunstkommission (EKK). Von 1971 bis 1978 vertrat er den Partito Socialista Autonomo (PSA) im Grossrat des Kantons Tessin.
Jurytätigkeiten
1994 saß Carloni neben Christian Menn und Silvia Gmür in der Jury des Architekturpreises Auszeichnung für gute Bauten Graubünden.

## Bauten

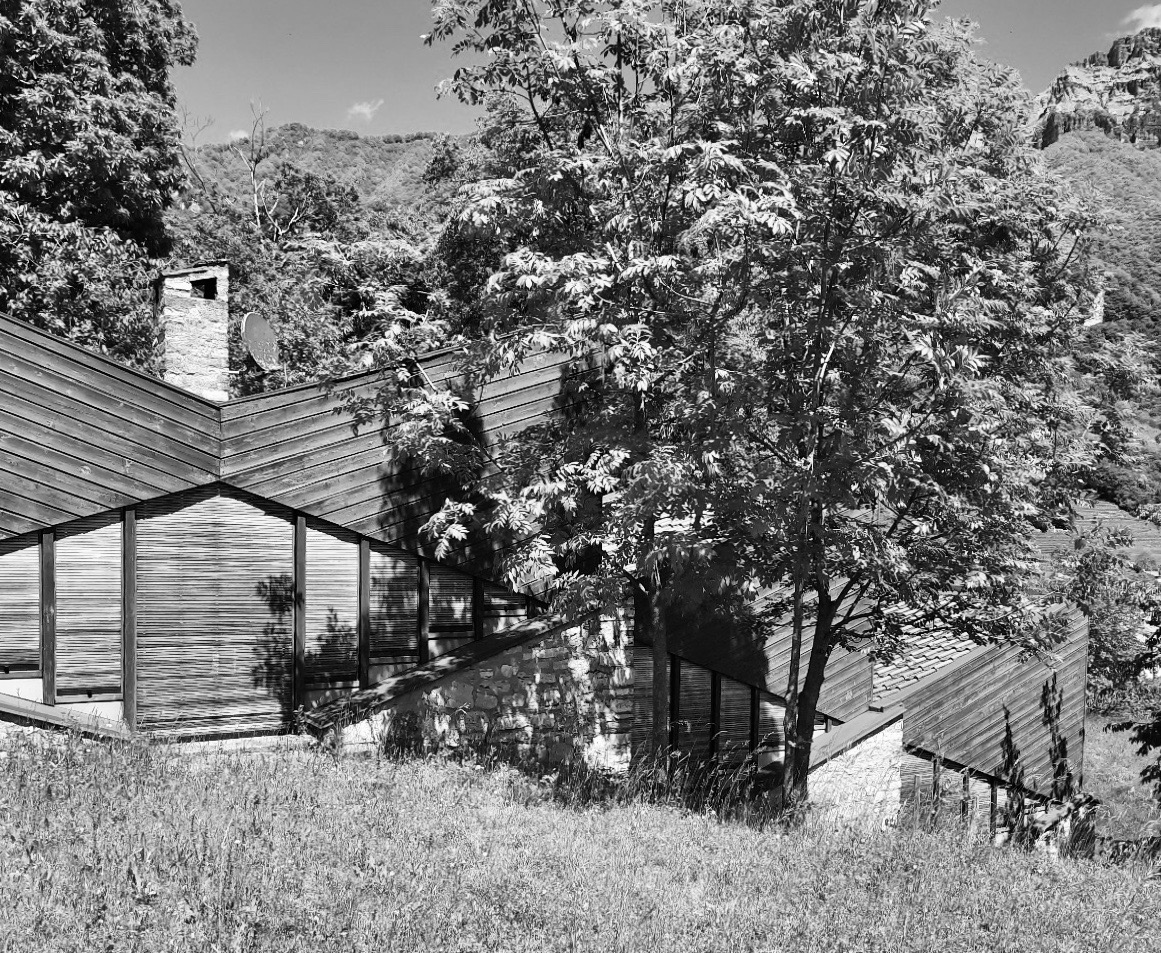
Casa Balmelli, Rovio

in Arbeitsgemeinschaft mit Luigi Camenisch
- 1956–1957: Casa Balmelli, Rovio
- 1957: Albergo Arizona, Lugano
- 1957: Casa Carloni, Pregassona
- 1960: Palazzo Bianchi, Wohn-, Geschäfts- und Bürohaus, Lugano
- 1965: Villa Gerosa, Rancate
- 1967: Pinacoteca cantonale Giovanni Züst, Rancate
- 1968: Wohnhaus, Rovio[2]
- 1968–1970: Casa Perucchi, Arosio
- 1970: Palazzo der Christlich-sozialen Organisation des Tessin OCST, Lugano
- 1968–1971: Restaurierung der Pfarrhäuser, Sorengo
- 1971: Institut der Stiftung OTAF zur Betreuung von Behinderten, Sorengo
- 1974: Ceredain, Reihenhaussiedlung, Balerna
- 1974: Schulhaus, Stabio
- 1987: Autobahntankstelle – A2, Airolo-Stalvedro
- 1989–1992: Erweiterung des Gebäudes City, Chiasso
- 1993: Kirche San Giovanni Battista, Gnosca
- 1998–2003: Restaurierung des Äusseren der Kathedrale San Lorenzo, Lugano

## Ehrungen
- Scuola media Stabio ist Kulturgut der Gemeinde Stabio
- Casa Balmelli ist Kulturgut der Gemeinde Val Mara

## Ehemalige Mitarbeiter
- 195?–1956: Aurelio Galfetti
- 1958–1961: Mario Botta
- 1961–1964: Walter von Euw
- 1967–1970: Pietro Boschetti[3]

## Schriften
- Tita Carloni: 50 anni di architettura in Ticino 1930–1980. In: Quaderno della Rivista Tecnica della Svizzera Italiana. Novaggio 1983.